# 王进义 (1916年)
王进义（1916年—？），山东栖霞市苏家店乡前寨村人。中华人民共和国政治人物。

## 生平
1935年加入中国共产党，同年参加革命工作，先后在栖霞县任区长、区委副书记、县委副书记等职。1956年6月至1958年8月，任中共莱阳县委书记。后任烟台地委农村工作部部长、农办主任，乳山县委书记。1952年4月，担任烟台专署水利指挥部政委。1966年5月离休。